# Apotekarsocieteten

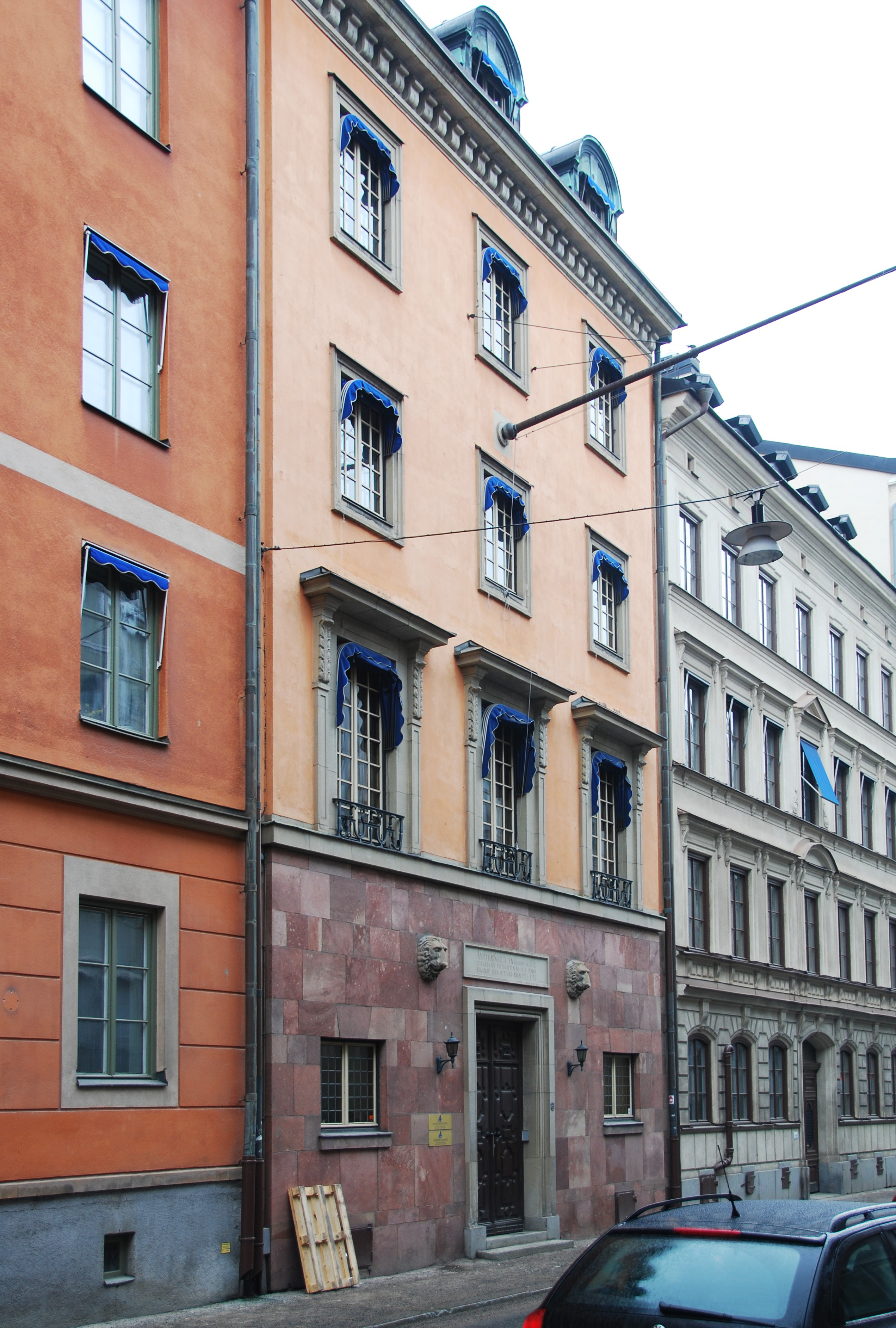
Apotekarsocietetens fastighet på Wallingatan 26 i Stockholm

Apotekarsocieteten är en 1778 grundad svensk ideell förening, som numera har som syfte att verka för ökad kunskap om läkemedel. Medlemmar är apotekare, receptarier och andra som är intresserade av läkemedelsfrågor.
Organisationen har sina rötter i den skråorganisation, som var en sammanslutning av apotekare i Sverige och som förvaltade apoteksmonopolet i Sverige till dess driftsansvaret för apoteken övertogs av Apoteksbolaget 1971. Apotekarsocieteten drev också  Farmaceutiska institutet i Stockholm från dess start 1837, efter hand med ökade statsbidrag, till dess institutet förstatligades 1881.
Föreningen började 1897 publicera en tidskrift, först benämnd Svensk Farmacevtisk Tidskrift, men sedan 1996 Läkemedelsvärlden. Den utges sedan 2012 endast digitalt.
Föreningen delar ut Scheelepriset. Den har sektioner för olika områden knutna till läkemedel, läkemedlens utveckling och användning samt yrkesområden som har med läkemedel att göra, särskilt relaterat till apotekare och receptarier.
Organisationen är inrymd i två intill varandra liggande hus vid  Wallingatan på Norrmalm i Stockholm. Huset på Wallingatan 26 ritades av Peder Clason och uppfördes för Apotekarsocieteten 1923–25. Fastigheten hade inköpts redan 1858 för 40 000 Riksdaler riksmynt, motsvarande 2,33 miljoner kronor i 2008 års penningvärde. Grannfastigheten på Wallingatan 24 förvärvades av Apotekarsocieteten 1958.

## Apotekarsocietetens museum
Huvudartikel: Apotekarsocietetens museum
Apotekarsocieteten driver det 1985 invigda Apotekarsocietetens museum på Wallingatan 24. Museets samlingar omfattar föremål från apotek och läkemedelsindustri.